# Tangshu
Tangshu (traditionell kinesiska: 唐書, förenklad kinesiska: 唐书, pinyin: Tángshū; Även Äldre tangshu), "boken om Tang", är ett av de 24 historieverken.
Tangshu är en krönika över Tangdynastin skriven under ledning av Liu Xu på uppdrag av general Shi Jingtang. Boken var färdig år 945. I boken samlas information från en mängd tidigare skrifter som sedan dess gått förlorade. Tangshu användes som en källa när Xin Tangshu, "Nya tangshu", sammanställdes drygt 100 år senare.
Verket består av 200 kapitel (skrivna i separata bokrullar) indelade i tre delar. Här beskrivs bland annat en serie statsbesök från Japan.